# 八氢合三硼酸盐
八氢合三硼酸盐是含有硼氢阴离子B3H8−的盐类，可以形成一系列无色且对空气稳定的化合物。如其四丁基铵盐可溶于乙腈和二氯甲烷。B3H8−可在一些高级硼烷（如戊硼烷(9)）的合成中作为中间体产生。它是丙硼烷（B3H9）的共轭碱。

## 制备
八氢合三硼酸盐可由硼氢化物被碘或三氟化硼的部分氧化得到：
3 BH4−  +  I2  →  B3H8−  +  2 H2  +  2 I−
5 BH4−  +  4 BF3O(C2H5)2  →  2 B3H8−  +  2 H2  +  4 O(C2H5)2  + 3 BF4−